# Křížová cesta (Nová Říše)
Křížová cesta v Nové Říši na Jihlavsku se nachází východně od obce na kopci Spravedlnost. Je chráněna jako nemovitá Kulturní památka České republiky.

## Historie

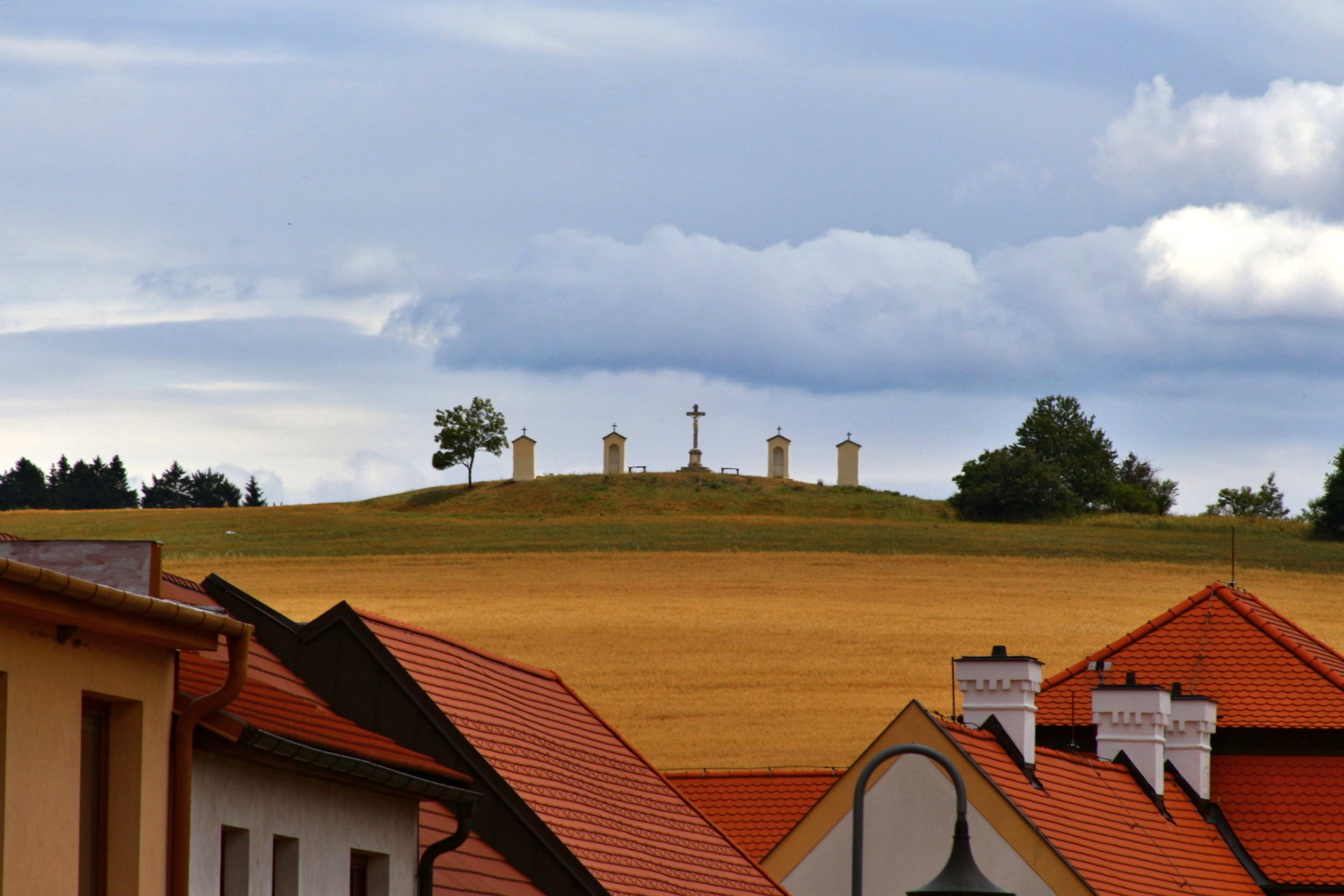
Kalvárie u Nové Říše

Křížová cesta je tvořena křížem a třinácti zděnými výklenkovými kapličkami shodného architektonického tvarosloví z druhé poloviny 19. století.
Na vrch Spravedlnost byl roku 1863 u příležitosti tisíciletého výročí příchodu Cyrila a Metoděje na Moravu postaven žulový kříž. Roku 1873 vznikla z iniciativy premonstrátského kláštera i samotná křížová cesta, kterou původně tvořilo třináct zděných výklenkových kapliček, z nichž se dochovalo deset. Žulový kříž cestu doplňoval jako čtrnácté zastavení.
Roku 2010 začala obnova poutního místa. Bylo rozhodnuto po dokončení oprav umístit do výklenků kapliček kopie litinových obrazů, uložených v novoříšském premonstrátském klášteře. V letech 2010 a 2011 došlo k úpravám okolí křížové cesty, byly odstraněny náletové dřeviny a terénní nerovnosti, přibyly nové stromy a keře. Roku 2012 byl obnoven žulový kříž na konci křížové cesty. Prošel generální opravou a byl doplněn o litinový korpus Krista. Na kříž byla umístěna kopie pamětní desky, z níž se dochovalo pouze torzo.
Roku 2013 restaurátoři opravili čtyři kapličky na vrcholu křížové cesty u kříže a tři kapličky u silnice směrem na Zdeňkov. O třech kapličkách, které se nedochovaly, bylo rozhodnuto o jejich dostavbě.